# مشي على الأصابع
المشي على الأصابع (بالإنجليزية: Toe walking)‏ هيَ حالة يمشي فيها الشخص على أصابع قدميه دون وضع الكثير من الوزن على الكعب أو أي جزء آخر من القدم. المشي على الأصابع شائع لدى الأطفال الصغار. يعود هؤلاء الأطفال بالعادة الي النمط العادي من المشي عندما يتقدمون بالسن. إذا استمر الطفل في المشي على أصابع قدميه أكثر من عمر ثلاثة أعوام ينبغي على الطبيب تقيم الحالة.
المشي على الأصابع يمكن أن يحدث نتيجة عوامل مختلفة. أحد أنواع المشي على الأصابع هو «مشي التعود» أو «مجهول السبب». حيث أن السبب عادة غير معروف وقد يكون نتيجة قصر وتر العرقوب خلقياً أو شد عضلي (خصوصا المرتبطة بالشلل الدماغي) ومرض شلل العضلات مثل ضمور العضلات دوشين. وقد تنتج وضعية المشي هذه يمكن بسبب قصر وتر العرقوب الوراثي أو لأن هيكل القدم غير طبيعي فمع مرور الزمن يقصر الوتر. ويمكن أن يقصر الوتر مع الوقت إذا كان لا يتم استخدام طوله الكامل. كذلك المشي على اطراف الأصابع قد ينتج بسبب وجود كتلة عظمية في الكاحل تمنع الحركة الكاحل العكسية للأعلى. وهذا السبب غالبا ما يرتبط مع إصابة أو التهاب المفصل. قد يكون أيضا لحاله منفصلة  كحالة هبوط القدم.المشي على اطراف الأصابع المتواصل  في الأطفال قد يكون علامة مبكرة لمرض التوحد

 هناك دراسات أجريت لتحديد العلاقة بين المشي على أطراف الأصابع ومرضى الشلل الدماغي. أحد الدراسات تشير إلى أن المشي على اطراف الأصابع في بعض الأحيان يسمى مشية القَفَد equinus — المرتبطة بالشلل الدماغي يصاحبه قصر غير طبيعي في الإنسي والجانبية الساق والنعلية—وهي العضلات المشاركة في الثني الأخمصي -ثني القدم للأسفل. كذلك دراسة أخرى وجدت أن المشي يمكن أن يكون حركة تعويضية بسبب ضعف عضلات الثني الأخمصي.
هناك دراسة أجريت على دراسات سريرية لتحديد ما إذا كانت القوة اللازمة للمشي العادي بوضع الكعب أولا ثم أصابع القدم  أكبر من القوة اللازمة عند المشي على أطراف الاصابع. بهذه الدراسة طلب من الأطفال القادرين المشي في مستويات مختلفة من المشي على اطراف الأصابع واكتشفت الدراسة أنه في هذه الحالة المشي على اطراف الأصابع لم يقلل من القوة  إلى المستويات الموجودة لدى مرضى الشلل الدماغي. هذا يشير إلى أن في الشلل الدماغي، مشية القَفَد equinus  قد تكون بسبب ضعف العضلة الدافعة للقدم لللأسفل والقادرة على التحكم بالمشي على اطراف الأصابع.

## التشخيص
الطبيب عادة يقييم ما إذا كانت الحالة ثنائية (في كلا القدمين)، مدى الحركة لدى الطفل (لأي مدى يمكن أن يثني قدمه) وإجراء الاختبارات العصبية الأساسية. حيث أن العلاج يعتمد على سبب الحالة 

## العلاج
لحالات المشي على أطراف الأصابع مجهولة السبب في الأطفال الصغار، قد يفضل الأطباء  الانتظار والمتابعة حيث أن الطفل قد يتحسن بشكل تلقائي حالة. إذا حدث انخفاض في مدى الحركة للطفل، هناك العديد من الخيارات.
- يرتدي دعامة أو جبيرة إما خلال النهار أوالليل أو كليهما مما يحد من قدرة الطفل على المشي على أصابع القدم ويساعد على استطالة وتر العرقوب. أحد أنواع الدعامات المستخدمة هو AFO (الأجهزة التقويمية الكاحل-القدم).
- التجبيس المتسلسل حيث تجبس القدم والوتر في وضع استطالة، وتغير الجبس أسبوعياً مع زيادة الاستطالة  تدريجياً. ومع ذلك، يمكت للقوالب أن تغير  كل 2-3 أسابيع بدلاً من ذلك.
- علاج البوتوكس يستخدم لشل عضلات الساق للحد من مقاومة العضلات لاستطالة وتر العرقوب، عادة يستخدم مع أحد الخيارات السابقة.
- إذا فشل العلاج المتحافظ في تصحيح حالة المشي بعد حوالي 12-24 شهرا قد يلجأ الأطباء للجراحة لإطالة الوتر. الجراحة عادة تحت التخدير ولكن إذا كان ليس هناك أي مضاعفات للطفل قد يخرج من المستشفى نفس اليوم. بعد الجراحة، يرتدي المريض جبيرة تحت الركبة خاصة للمشي لمدة ستة أسابيع بعد ذلك يرتدي جهاز تقويم الكاحل-القدم (AFO) لحماية الوتر لعدة أشهر.

حالات  المشي على اطراف الأصابع النتائجة عن الحالات العصبية-العضلية الأكثر خطورة  قد يكون هناك حاجه إلى استشارة إضافية من متخصصين في مجالات إضافية.